# Aéroport international de Louxor
L'aéroport international de Louxor (code IATA : LXR • code OACI : HELX) est un aéroport international desservant la ville de Louxor, en Égypte, et se situe à 6 kilomètres au sud-est de la ville. C'est un point d'intérêt touristique dans la mesure où il permet de rejoindre facilement la vallée des rois et les bords du Nil.

## Installations
En 2005, l'aéroport a connu des travaux d'amélioration pour accueillir jusqu'à 8 millions de passagers par an. Il y a 48 banques d'enregistrement, huit portes, cinq tapis à bagages, une banque, un bureau de poste, un bureau de change, des restaurants, etc. Il existe aussi certains équipements pour gérer le fret (vivant comme marchandises).

## Situation
| \| 100 km1:14 084 000 \| Abou Simbel Taba Sohag Marsa · Alam Louxor Hurghada El-Arich El Nouzha Charm el-Cheikh Le Caire Borg El Arab Assouan Assiout Marsa Matruh |
| 100 km1:14 084 000 |

## Statistiques Trafic passager
Le graphique qui aurait dû être présenté ici ne peut pas être affiché car il utilise l'ancienne extension Graph, désactivée pour des questions de sécurité. Des indications pour créer un nouveau graphique avec la nouvelle extension Chart sont disponibles ici.

Voir la requête brute et les sources sur Wikidata.

## Compagnies aériennes et destinations
| Compagnies                            | Destinations                                                           |
| ------------------------------------- | ---------------------------------------------------------------------- |
| Air Arabia                            | Charjah                                                                |
| Air Cairo                             | Charter : Amsterdam, Paris-Charles de Gaulle                           |

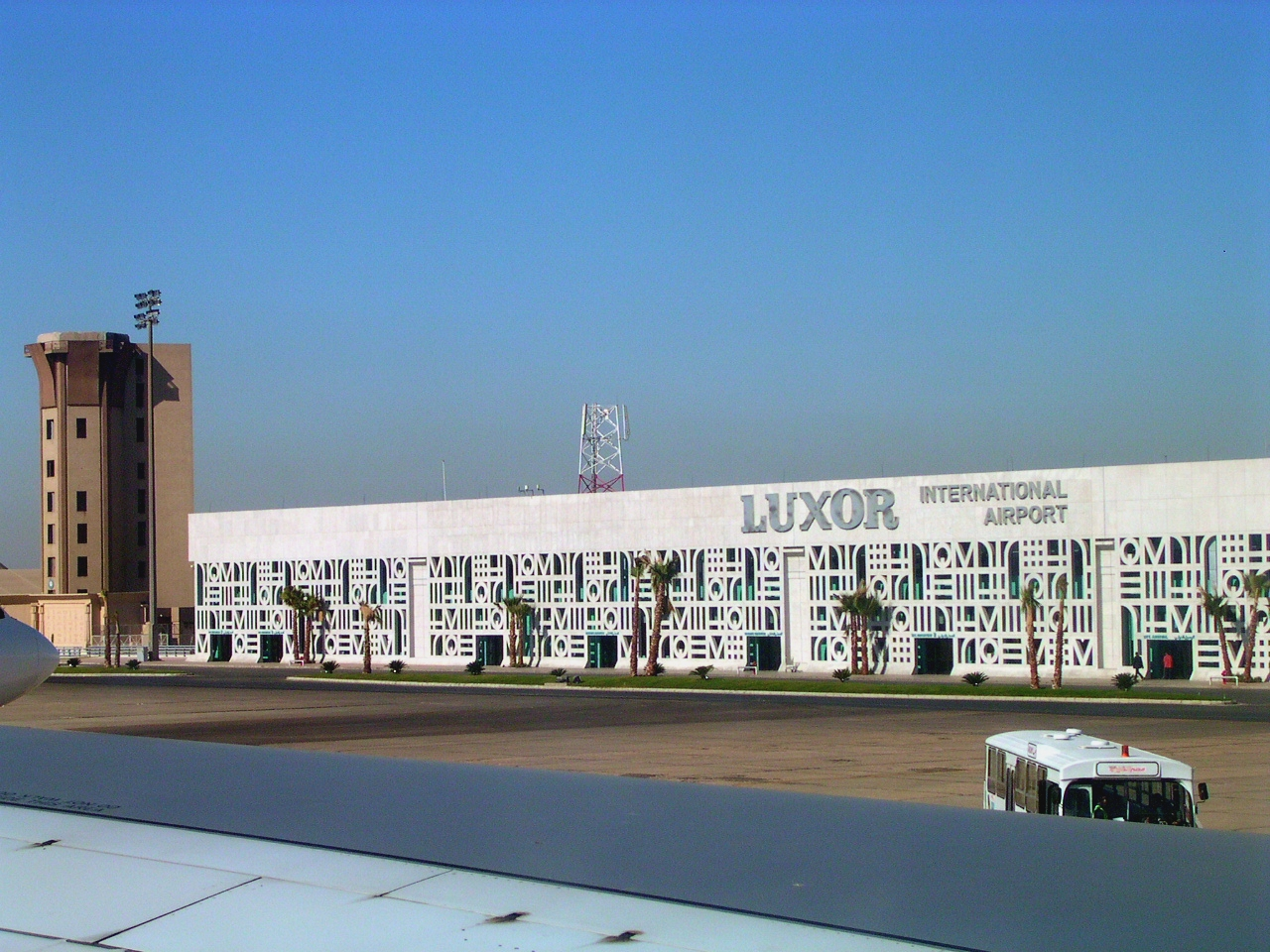
Vue sur le tarmac de l'aéroport

| easyJet                               | Paris-Charles de Gaulle (débute le 28 octobre 2025)                    |
| Edelweiss Air                         | En saison : Zurich                                                     |
| EgyptAir                              | Le Caire, Djeddah - Roi-Abdelaziz, Koweït En saison : Londres-Heathrow |
| EgyptAir operated by EgyptAir Express | Le Caire En saison :Paris-Charles de Gaulle                            |
| Flynas                                | Djeddah - Roi-Abdelaziz                                                |
| Jazeera Airways                       | Koweït                                                                 |
| Neos                                  | Milan-Malpensa                                                         |
| Nesma Airlines                        | Djeddah - Roi-Abdelaziz                                                |
| Nile Air                              | Koweït                                                                 |
| Qatar Airways                         | Doha-Hamad                                                             |
| Saudia                                | Djeddah - Roi-Abdelaziz                                                |
| Smart Aviation                        | Le Caire, Charm el-Cheikh                                              |
| SunExpress Deutschland                | Charter : Düsseldorf, Francfort, Leipzig/Halle, Munich-F. J. Strauß    |
| TUI Airways                           | Londres-Gatwick                                                        |
| Transavia France                      | En saison : Paris-Orly                                                 |

## Accidents
- Le 20 février 2009, un Antonov An-12 s'est écrasé après un feu de moteur au décollage. Les cinq membres d'équipage sont tous décédés.